# شکری بلعید
شُکری بِلعِید (نوامبر ۱۹۶۴- ۶ فوریه ۲۰۱۳) حقوقدان و فعال سیاسی تونسی و رهبر حزب دموکرات میهن پرستان (به عربی: التيار الوطني الديمقراطي) بود که حزبی با اعتقادات سکولار و چپ گراست. وی در تاریخ ۶ فوریه ۲۰۱۳ هنگام خروج از منزل ترور و کشته شد.

## فعالیت سیاسی
وی از سال۱۹۸۰ فعالیت سیاسی خود را شروع کرده و از  منتقدان و مبارزان علیه حکومت زین‌العابدین بن علی بود و بعد از انقلاب ۲۰۱۱ تونس، حزب او از مخالفان و منتقدان دولت اسلامگرای فعلی تونس و همچنین از مخالفان بنیادگرایی دینی و گروه‌های سلفی است.

## ترور و مرگ
در تاریخ ۶ فوریه ۲۰۱۳ هنگام خروج از منزل در منطقه  المنزه حومه شهر تونس توسط فرد ناشناسی مورد حمله قرار گرفت و سوء قصد کننده پس از شلیک چهار گلوله به سر و سینه وی، به کمک همدست موتورسیکلت سوار خود از منطقه گریخت. بلعید را به درمانگاه النصر آوردند ولی او مرده بود.

## واکنش‌ها
در داخل و خارج تونس ترور وی با واکنش‌های بسیاری همراه بود هزاران نفر در شهرهای مختلف تونس دست به تظاهرات زده و با پلیس درگیری پیدا نمودند که با واکنش پلیس و پرتاب گاز اشک آور و زدوخورد همراه بود. کابینه وزرا در آستانه انحلال قرار گرفت و نخست وزیر ترور او را محکوم و این عمل را یک ترور سیاسی نامید و آن را ترور انقلاب تونس لقب داد. حزب اسلامگرای النهضه نیز این ترور را محکوم و آن را اقدامی علیه امنیت و ثبات تونس دانست. در مراسم خاکسپاری او بیش از ۴۰۰ هزار نفر شرکت کردند.
در سطح بین‌المللی رییس جمهور فرانسه وزیران امور خارجه انگلیس و آلمان، سخنگوی وزارت امور خارجه ایالات متحده آمریکا، عفو بین‌الملل و همچنین اخوان المسلمین مصر این ترور را محکوم نمودند.